# Тактическая медицина
Тактическая медицина (англ. Tactical Combat Casualty Care (TCCC, TC3)) — совокупность медицинских и тактических мероприятий, проводимых непосредственно на поле боя и на всем протяжении догоспитального этапа оказания первой и расширенной первой помощи раненому, направленных на устранение угрожающих жизни состояний, предотвращение развития тяжёлых осложнений и поддержание жизненно важных функций организма в ходе эвакуации. Данные мероприятия проводятся как элементы само- и взаимопомощи.
Концепция «тактической медицины» не идёт вразрез с имеющейся системой этапного оказания помощи и медицинской эвакуации. Сохраняя сходные цели и задачи, она включает расширенный объём манипуляций и полномочий оказывающего помощь, исходя из его реальных навыков, а не формальной принадлежности к медицинскому персоналу. Фактически, данная концепция объединяет мероприятия первой, доврачебной и первой врачебной помощи. Самые известные системы обучения ТМ — Tactical Combat Casualty Care (TCCC). Тактическая помощь раненным в бою является основой подготовки парамедиков НАТО.

## Основные положения
В тактической медицине разделяют три зоны: красная, жёлтая, зелёная, в каждой из которых в зависимости от уровня опасности оказывается необходимая помощь пострадавшему согласно алгоритмам. Помощь раненым на поле боя заключается в выборе оптимальной комбинации мероприятий первой помощи и адекватной тактики подразделений с учётом наличия пострадавшего. Специфика оказания помощи зависит от тактической ситуации на поле боя, характера полученных ранений, уровня знаний и навыков сотрудника, который первый контактирует с раненым, и имеющихся табельных и подручных средств.

## Этапы оказания помощи
Согласно TCCC существует 3 этапа оказания помощи на догоспитальном этапе.

### Оказание помощи под огнём Care Under Fire (CUF)
Заключается в остановке массивной кровопотери и в эвакуации пострадавшего в «желтую зону» на следующий этап.

### Оказание помощи на поле боя Tactical Field Care (TFC)
Протокол MARCH-PAWS это акроним, последовательное выполнение пунктов которого позволяет снизить вероятность раненого погибнуть на поле боя. Данная последовательность действий подкреплена значительной доказательной базой и показала свою эффективность во многих современных вооружённых конфликтах.
- Massive Hemorrhage (так же: Сatastrophic haemorrhage) — остановка жизнеугрожающего кровотечения.
- Airways — обеспечение проходимости дыхательных путей.
- Respiration (так же: Breathing) — закрытие ран грудной клетки, обеспечение дыхательных функций.
- Circulation — полный осмотр раненого, остановка кровотечений, диагностика шока, восполнение кровопотерь.
- Hypothermia/Head injuries — профилактика переохлаждения и лечение травм головы.

- Pain — обезболивание: применение фармакологических, так и нефармакологических средств купирования боли.
- Antibiotics — применение антибиотиков широкого спектра внутрь. Если раненый в сознании, допустимо принять таблетку внутрь.
- Wounds — вторичный осмотр пострадавшего и менее приоритетные ранения такие как переломы, ожоги, травмы глаз, скальпированные раны и эвисцерации.
- Splint — наложение шин на переломы и иммобилизация поврежденных конечностей.

Первые четыре пункта последовательности действий MARCH-PAWS так же называют «правило правило C-A-B-C» (Сatastrophic haemorrhage — Airways — Breathing — Circulation).
Средства для обеспечения выполнения всех пунктов протокола MARCH-PAWS, кроме наложения шин, имеются в индивидуальной аптечке IFAK, которой должен быть обеспечен каждый боец, и в полном объёме — в наборе WALK, которым обеспечено каждое военное транспортное средство. В наборе WALK также имеются складные носилки.

### Эвакуационный этап Tactical Evacuation Care (TACEVAC)
Эвакуационный этап знаменуется скорейшей транспортировкой пострадавшего в госпитальное звено оказания помощи.

## Тактическая медицина в России
В России существует Учебный центр тактической медицины (УЦТМ), возглавляемый А. Н. Катулиным, основоположником тактической медицины в России и одним из соавторов книги «Основы тактической медицины» и «Оказание первой помощи на поле боя» 
Помимо УЦТМ подготовку военнослужащих, сотрудников организаций с особыми уставными задачами и гражданских лиц осуществляет ещё ряд организаций, в их числе:
- Проект "Курсы тактической медицины" (Инструктор тактической медицины с позывным "Латыш")[5]. Создателем и руководителем проекта "Курсы тактической медицины" является бывший офицер отделения специального назначения, участник множества локальных конфликтов, вторым по узнаваемости инструктором тактической медицины в России после А.Н. Катулина, военным обозревателем портала "Военное обозрение";
- курсы "Медсанбат";
- курсы "ЦСП Так Мед";
- курсы "Время Ч";
- курсы «Витязь»;
- Российским Университетом Спецназа (Гудермес);
- Курсы "Технологии выживания" (Юрия Евича).
- Центр тактической медицины «Сварог»

### Разработки
Эвакуационная тележка Филатова с электроприводом.